# Bahri Omari
Bahri Omari (Ergiri, Oszmán Birodalom, 1889 – Tirana, 1945. április 14.) albán politikus. Az 1920-as évek első felében Ahmet Zogolli (a későbbi I. Zogu király) ellenzékéhez tartozott. Másfél évtizedes emigrációt követően, 1939-ben tért haza Albániába, és a Nemzeti Front tagjaként, állami feladatokat vállalva kollaborált a második világháborúban az országot megszállt hatalmakkal. 1943–1944-ben a Mitrovica-kormányban a külügyminiszteri feladatokat látta el. Felesége révén a későbbi kommunista pártfőtitkár, Enver Hoxha sógora volt, de ez sem mentette meg attól, hogy az Albán Kommunista Párt 1944. novemberi hatalomátvételekor letartóztassák, halálra ítéljék és kivégezzék.

## Életútja
Ergiriben született (ma Gjirokastra, Albánia), majd Konstantinápolyban elvégzett tanulmányait követően az Amerikai Egyesült Államokba emigrált. Bostonban telepedett le, ahol a Vatra Amerikai Összalbán Szövetség Dielli (’Nap’) című folyóiratának szerkesztője lett. Az első világháború lezárultával visszatért Albániába, majd 1921-től 1924-ig szülővárosa, Gjirokastra képviselőjeként vett részt az albán nemzetgyűlés munkájában. A Nemzeti Párt alapító tagjaként a hatalmát építő Ahmet Zogolli ellenzéke, Fan Noli, Luigj Gurakuqi és Ali Këlcyra frakciótársa volt. Az 1924-es júniusi forradalom leverését, Zogolli újbóli hatalomra kerülését követően ismét emigrált. 1925-től 1939-ig Párizsban és Bariban élt, aktív tagja volt a Nemzeti Egység (Bashkimi Kombëtar) nevű antizogista emigráns szervezetnek. Egy feltevés szerint emigrációbeli politikai munkáját Olaszország és Jugoszlávia egyaránt támogatta anyagilag.
Felesége Fahrije Hoxha, a később az állampárti Albániát negyven éven át irányító Enver Hoxha leánytestvére volt. Omari az 1930-as években többször vendégül látta Barin átutazó sógorát, majd közbenjárt azért is, hogy Párizsban munkát kapjon. Albánia olasz megszállását követően, 1939-ben visszatért hazájába, és az államtanács tagja lett. 1942-ben csatlakozott a fokozatosan kollaboráns antikommunista szervezetté vált Nemzeti Fronthoz, és annak vezetőségi tagja lett, 1943 novemberétől pedig Rexhep Mitrovica kormányában a külügyminiszteri feladatokat látta el.
Noha politikai gondolkodásukban egymással élesen szemben álltak, és találkozásaik gyakran dühös vitákba torkollottak, Omari 1942-ben nyolc hónapon keresztül nyújtott menedéket tiranai házában a hatóságok elől bujkáló kommunista Hoxhának és menyasszonyának, Nexhmije Xhuglininak. Bár Enver Hoxha hálából ígéretet tett Omarinak arra, hogy kormányra kerülésük esetén békében élheti tovább az életét, 1944. november 28-án, diadalmas tiranai bevonulásának napján rögtön parancsot adott sógora letartóztatására. Omarit és tizenhat vádlott-társát – köztük Fejzi Alizotit, Aqif Përmetit és Terenc Toçit – az 1944 december közepén összeült különleges népbíróság háborús bűnök vádjával 1945. április 13-án halálra ítélte. Másnap, 1945. április 14-én mindnyájukat kivégezték, és holttesteiket egy hatvan évvel később megtalált jeltelen sírba temették Tirana külvárosában.